# Waldemar Ritter
Waldemar Ritter (* 21. März 1933 in Osterode in Ostpreußen) ist ein deutscher Politikwissenschaftler und Historiker.

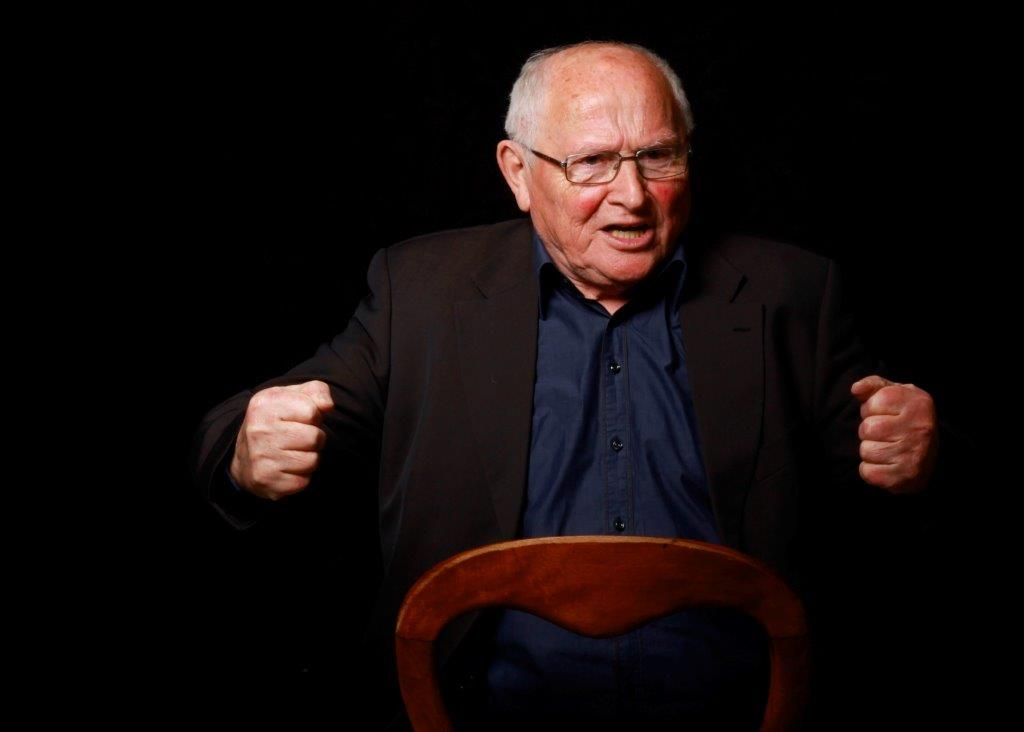
Waldemar Ritter (2015)

## Leben
Nach dem Ende des Zweiten Weltkriegs, Schulen und Arbeit in Aletshausen und Augsburg und dem Abitur studierte Ritter von 1954 bis 1960 Politikwissenschaft, Öffentliches Recht und Geschichte in München und Berlin. 1963 promovierte er an der Freien Universität Berlin. 1960 war er Mitbegründer und stellvertretender Vorsitzender des Sozialdemokratischen Hochschulbundes.

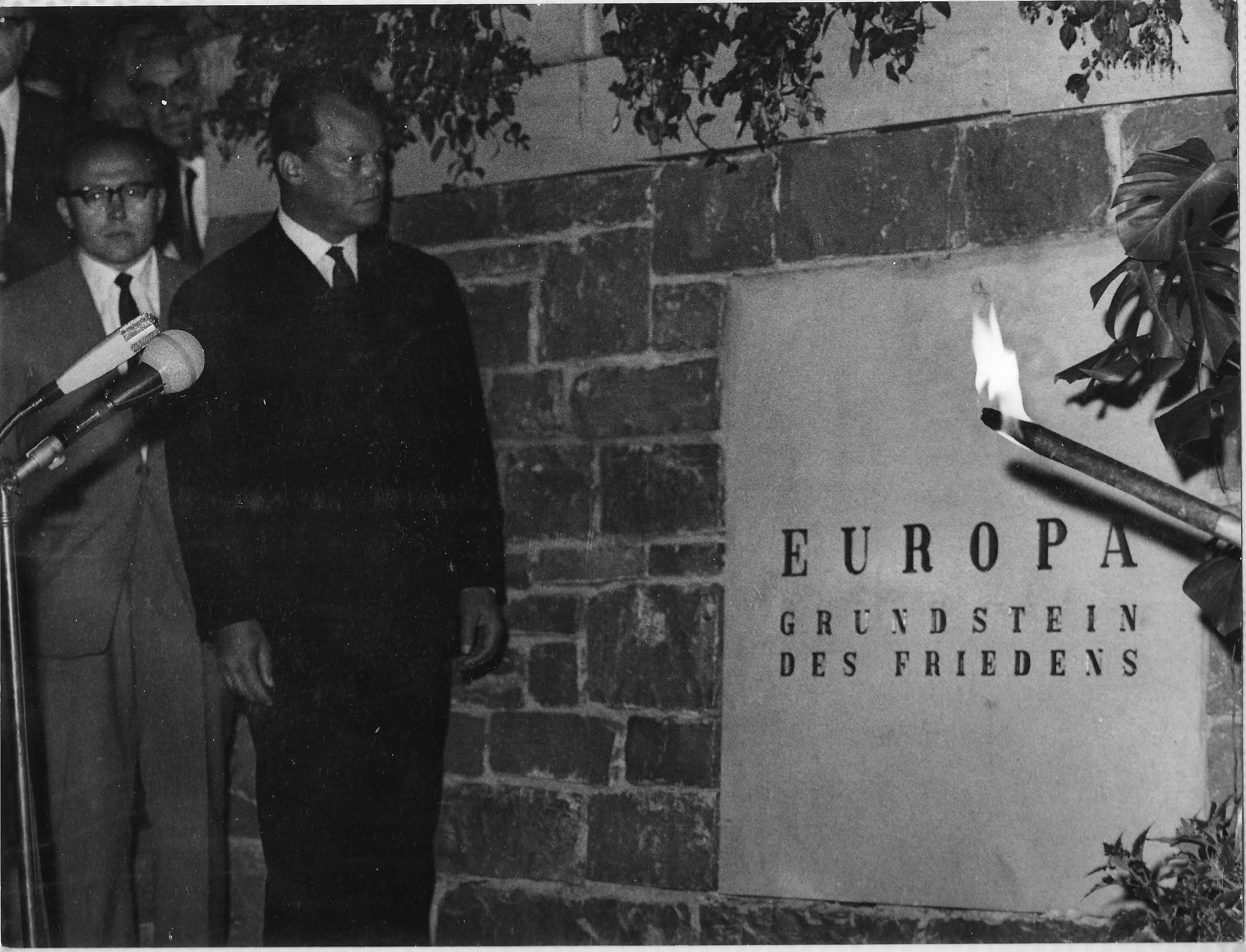
1964 legten Willy Brandt und Ritter in Aachen den „Europa-Grundstein des Friedens“

1961 wurde Ritter auf Vorschlag Waldemar von Knoeringens jugend- und bildungspolitischer Sprecher des SPD-Parteivorstandes, erarbeitete jugend- und bildungspolitische Leitsätze, war Mitglied des Bundesjugendkuratoriums und Initiator des Europäischen Jugendrates. 1964 legten Willy Brandt und Ritter in Aachen den „Europa-Grundstein des Friedens“. 1968 wurde er Sprecher des Deutschen Bundesjugendringes und des Ringes politischer Jugend auf der zentralen Protestdemonstration gegen den sowjetischen Einmarsch in die CSSR.
Auf Wunsch des SPD-Politikers Herbert Wehners war Ritter seit 1967 Referatsleiter für Grundsatzfragen im Bundesministerium für gesamtdeutsche Fragen. 1975 wurde er Ministerialdirigent im Bundesministerium für innerdeutsche Beziehungen. Seine Schwerpunkte waren Deutschlandpolitik, Medien, Deutschlandforschung, Konferenz für Sicherheit und Zusammenarbeit in Europa (Helsinki-Prozess), innerdeutsche Begegnungen, Kulturbeziehungen und Kulturpolitik. Er war Vertreter der Bundesregierung in der deutsch-deutschen Kulturkommission, in der Gemeinsamen Bildungs- und Wissenschaftskommission und bei den Verhandlungen zum deutschen Einigungsvertrag. Seine deutschlandpolitische Zielsetzung erläuterte Waldemar Ritter auf der Wilton-Park-Konferenz mit dem Brief zur deutschen Einheit am 12. August 1970 „… auf einen Zustand des Friedens in Europa hinzuwirken, in dem das deutsche Volk in freier Selbstbestimmung seine Einheit wiedererlangt“.
Nach der Wiedervereinigung Deutschlands übernahm Ritter im Bundesministerium des Innern die Zuständigkeit für Kulturaufgaben der Bundesregierung: Kulturgutschutz, Literatur und Sprache, Bibliotheks- und Archivwesen, Kultur und Künstlerförderung, Denkmalschutz, Kirchen und Religionsgemeinschaften, Förderung der Einheit Deutschlands auf kulturellem Gebiet, Rückführung kriegsbedingt verlagerter Kulturgüter. Im Mittelpunkt seiner Arbeit stand über zwei Jahrzehnte die Leitung der innerdeutschen Kulturangelegenheiten des Bundes.
Waldemar Ritter gilt als Kulturarchitekt der Wiedervereinigung, wie der frühere Präsident der Kultusministerkonferenz, der sachsen-anhaltische Kulturminister Karl-Heinz Reck und der Präsident des Deutschen Kulturrates, der bayerische Staatsintendant August Everding ihn bezeichnet haben. Er hat gleichzeitig die Wechselwirkungen der Prozesse deutscher und europäischer Einheit unter ausdrücklicher Einbeziehung der östlichen Nachbarn in den Vordergrund gestellt und auch mit seinen Veröffentlichungen die Diskussion über eine europäische Grundrechtscharta mit ausgelöst, der eine „breite Verfassungsdebatte auf dem Fundament europäischer Kultur und ihrer Grundwerte zur politischen Union der Völker und Staaten Europas folgen muss“. Die erste Bundestagspräsidentin Annemarie Renger nannte ihn einen „Landvermesser und Gestalter von Kultur und Politik“.

## Werke
Sein erstes Buch „Die Staats- und Gesellschaftsauffassung Kurt Schumachers“ erschien 1964. Danach Veröffentlichungen zu Kunst und Kultur, zu Grundsatzfragen von Politik, Staat und Gesellschaft, zur Deutschland- und Europapolitik, zur Geschichte und zur Lage der Nation.
- 1967: Information für Demokraten, Streitschrift gegen die NPD
- 1969, 1970, 1972 und 1974: (Politischer Gesprächskreis der Bundesregierung) Bericht und Materialien zur Lage der Nation
- 1991 und 1993: Kulturpolitische Aufgaben im Vereinten Deutschland
- 1994: „Staat contra Kultur?“ „Kulturnation ohne Staat?“ Jahrbuch der Deutschen Akademie für Sprache und Dichtung
- 1995 und 1997: „Kulturpolitik im Prozess der inneren Einheit Deutschlands“
- 1996: Cultura Europea (Universidad de Navara) „… y de identidad cultural europea“
- 1996: Musen, Museen und Geschichte
- 1997 und 1999: „Kulturerbe als Beute?“
- 1998: Cultural Property (Cambridge University): „The Soviet Spoils Commissions: On the Removal of Works of Art from German Museums and Collections“
- 1999: „Deutschland – Kulturland in Europa – Betrachtungen über das europäische Kulturerbe“
- 1999: „Michaelsteinenses“ (Hg.)
- 2000: „Kultur und Kulturpolitik im vereinigten Deutschland“
- 2002: „Beispiele zeitgenössischer Kunst aus den Neuen Ländern“
- 2004 und 2006: Denk ich an Deutschland …: „Visionen für Deutschland – Politik, Staat und Kultur am Beginn des 21. Jahrhunderts“
- 2010: „Hans Limmers Künstlerbuch über Waldemar Ritter“
- Neuere Schriften: Artikel, Interviews, Abhandlungen und Essays zum Totalitarismus, Rechts – und Linksextremismus, dem Islamismus, zum Hitler-Stalinpakt, zum Fall der Mauer, zur friedlichen Revolution in der DDR und Mittelosteuropa, zu Europa, Polen, zur Ukraine und Rußland, zu Kultur und Politik

Der Vorlass Ritters lagert im Archiv der sozialen Demokratie der Friedrich-Ebert-Stiftung.

## Mitgliedschaften
Waldemar Ritter war Kurator/Stiftungsrat/Vorstand in mehreren Kulturinstitutionen von nationalem und europäischem Rang:
- Deutsche Akademie für Sprache und Dichtung
- Stiftung Kulturfonds
- Deutsche Stiftung Denkmalschutz
- Stiftung für das sorbische Volk
- Stiftung Archiv der Parteien und Massenorganisation der DDR
- Beethoven-Haus Bonn
- Bauhaus Dessau
- Villa Vigoni/Italien
- Preußische Schlösser und Gärten Berlin/Brandenburg
- Luthergedenkstätten Wittenberg/Eisleben
- Wartburg-Stiftung Eisenach
- Schlösser und Gärten Wörlitz, Oranienbaum, Luisium
- Kloster Michaelstein
- Bundeskunsthalle Bonn
- International Cultural Property Society
- Deutscher Politologenverband

Ritter ist im Stiftungsrat des Leo Baeck Institut (London, Frankfurt/Main, New York, Jerusalem), im Kuratorium der Gesellschaft für Christlich-Jüdische Zusammenarbeit, im Kuratorium der Europäischen Stiftung Aachener Dom und Vorstandsmitglied im Bund demokratischer Widerstandskämpfer und Verfolgter (BDWV-NRW).

## Auszeichnungen
Waldemar Ritter erhielt die Ehrennadel des Deutschen Politologenverbandes. 1975 wurde er mit dem Bundesverdienstkreuz am Bande und 1980 mit dem Bundesverdienstkreuz 1. Klasse ausgezeichnet.